# Acacia ankokib
Senegalia ankokib là một loài rau đậu thuộc họ Fabaceae.
Loài này chỉ có ở Somalia.